# قرة طورق
قرة طورق هي قرية في مقاطعة ميانة، إيران. عدد سكان هذه القرية هو 1,086 في سنة 2006.